# Comté de Mayes
Le comté de Mayes est un comté situé au nord-est de l'État de l'Oklahoma aux États-Unis. Le siège du comté est Pryor Creek. Selon le recensement de 2000, sa population est de 38 369 habitants. Le comté a été fondé en 1907 et doit son nom à Samuel Houston Mayes, chef principal de la nation Cherokee de 1895 à 1899.

## Comtés adjacents
- Comté de Craig (nord)
- Comté de Delaware (est)
- Comté de Cherokee (sud-est)
- Comté de Wagoner (sud)
- Comté de Rogers (ouest)

## Principales villes
- Chouteau
- Locust Grove (en)
- Pryor Creek
- Salina